# Cent mille chansons
Cent mille chansons (Cem mil canções) é uma canção francófona lançada pela primeira vez no ano de 1963 pela cantora brasileira Maysa (como 100.000 Chansons) num compacto duplo que esta gravara na França pela Barclay Records. A canção, no entanto, tornar-se-ia um sucesso internacional no ano de 1968 com a interpretação da francesa Frida Boccara, que consagraria-se mundialmente a partir do grande alcance obtido pela versão por si criada. O disco homônimo lançado em 1968 por Boccara terminaria por ser certificado como disco de ouro naquele ano, devido às excelentes vendagens.
Além da versão original em francês, Boccara também gravaria a canção em língua italiana, sob título de "Un paese incantato", e em língua neerlandesa (holandês), sob o título de "De nieuwe dag".

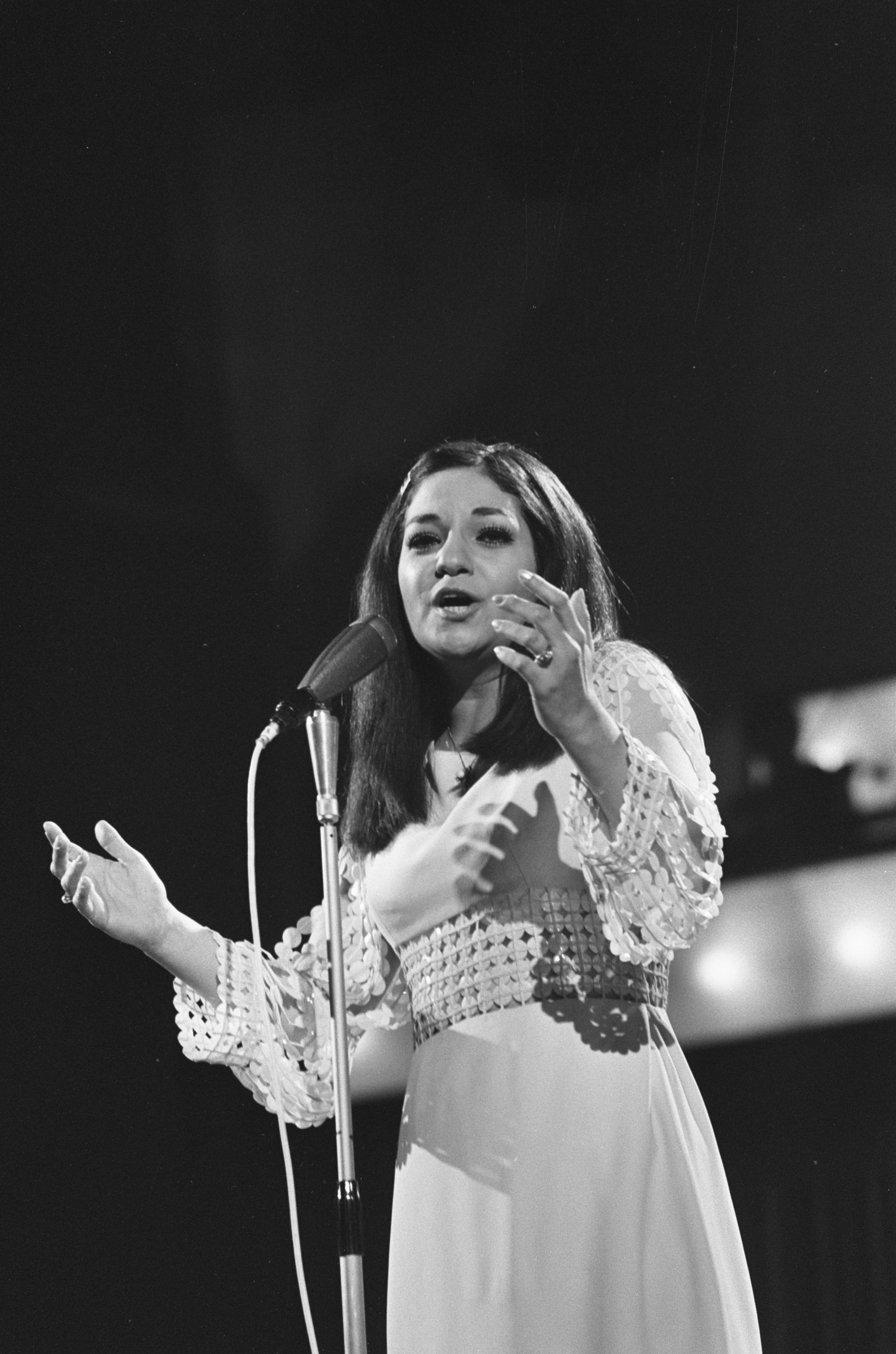
Frida Boccara

## Composição
Inspirada numa das composições de Johann Sebastian Bach, Cent mille chansons teve sua melodia composta por Michel Magne no ano de 1962, sendo usada como tema do filme franco-italiano O Repouso do guerreiro (dirigido por Roger Vadim e com Brigitte Bardot e Robert Hossein como protagonistas). Pouco depois, Eddy Marnay compôs sua letra, e em seguida Maysa gravou a canção.

## Versões de Frida Boccara
Cent mille chansons ficou internacionalmente conhecida a partir da versão criada por Frida Boccara no ano de 1968, tornando-se uma das principais marcas de referência de toda a carreira da cantora. Frida acabara de assinar um contrato com a Philips Records, e a canção fora escolhida como faixa-título de seu disco de estreia na produtora, disco este que terminaria por ultrapassar a marca de 50.000 cópias vendidas apenas na França, sendo certificado como disco de ouro naquele ano.
Tendo tornado-se uma das canções francesas mais apreciadas naquele momento, outras duas versões seriam registradas por Boccara: "Un paese incantato", em língua italiana, e "De nieuwe dag", em holandês; a versão holandesa, entretanto, permaneceu como uma faixa inédita durante muitos anos.
Em 1979, Boccara regravou Cent mille chansons acompanhada pelo coral holandês Mastreechter Staar, para um álbum que lançaria naquele ano na Holanda intitulado Frida Boccara & De Mastreechter Staar.

## Outras versões
A cantora britânica Dusty Springfield, que recebera Boccara em 1969 em seu programa de TV Decidedly Dusty, exibido pela rede britânica BBC, gravaria no início dos anos 1970 uma versão em língua inglesa, intitulada "Go My Love".
Já a versão original em francês seria reprisada por vários cantores de vários países, como as canadenses Céline Dion (em performance ao vivo com Eddy Marnay), Marie Denise Pelletier e Marie-Élaine Thibert e a holandesa Lenny Kuhr (que performou a canção em homenagem a Frida Boccara).